# Na východ od ráje
Na východ od ráje (anglický originál: East of Eden) je románová kronika Johna Steinbecka, vycházející z biblického mýtu o Kainovi a Ábelovi. Kniha poprvé vyšla v roce 1952.
V knize, která je často popisována jako Steinbeckův nejambicióznější román, se rozvíjí spletitá historie dvou rodin, Trasků a Hamiltonů, a příběhy jejich členů. Kniha byla původně určena dětem Johna Steinbecka, Thomasovi a Johnovi (v té době jim bylo 6½ a 4½ roku). Steinbeck pro ně chtěl zachovat podrobný obraz svého rodného Salinaského údolí, jeho zvuků, vůní a barev.
Hamiltonova rodina v románu je založena na skutečné rodině Samuela Hamiltona, Steinbeckova dědečka z matčiny strany. Malý John Steinbeck se také v románu krátce objevuje jako vedlejší postava.
Podle své poslední ženy Elaine považoval Steinbeck tuto knihu za své „magnum opus“ – to nejlepší, co kdy napsal. Steinbeck sám o knize Na východ od ráje řekl: „Má v sobě všechno, co jsem se za ty roky byl schopen naučit o svém řemesle.“ Dále prohlásil: „Myslím si, že všechno ostatní, co jsem kdy napsal, bylo v jistém smyslu přípravou na tuhle knihu.“

## Děj
Příběh líčí osudy dvou nevlastních bratrů, Adama a Charlese Traskových, kteří prožili dětství na farmě v Connecticutu se svým přísným otcem Cyrusem Traskem. Bratři mezi sebou mají komplikovaný vztah, který navíc silně ovlivňuje přísná otcova výchova. Klidný a naivní Adam je otcem ponižován a trestán. Sebevědomý Charles, naprostý opak Adama, tuší, že má otec Adama raději, a že je na něj přísný jen proto, aby ho „převychoval“ a „vychoval z něho chlapa“. Jedné noci kvůli tomu Charles dokonce Adama téměř zabije. Krátce po této události pošle otec Adama na vojnu a sám se odstěhuje do Washingtonu. Charles zůstává na farmě sám.
Adam nastupuje k jezdeckému oddílu a na západě bojuje s Indiány. Na vojně stráví pět let, a ačkoli válčení nenávidí, po propuštění zjišťuje, že neví, co dál. Domů se vracet nechce, a tak se nakonec opět přihlásí ke svému pluku. Setkává se s otcem, z něhož se stal zámožný člověk. Opuštěný otec chce, aby u něho Adam zůstal, ale ten odmítá. Je to jejich poslední setkání před otcovou smrtí. Charles, který se marně těšil na bratrův návrat, se cítí ještě osamělejší. Stesk se snaží zahnat prací a pilně se stará o farmu, která pod jeho rukama velmi prosperuje.

Po skončení vojenské služby se Adam potlouká světem jako tulák, dokonce je za potulku odsouzen k nuceným pracím. Na rodnou farmu se vrací po útěku z vězení. Bratři tedy opět žijí spolu a společně pracují na farmě i poté, co jejich otec zemře a odkáže jim velké jmění, ke kterému zřejmě přišel nepoctivě.
Jednoho dne nalézají bratři Traskovi na prahu svého domu těžce zraněnou dívku – Cathy Amesovou, jejíž příběh se dosud rozvíjel v knize paralelně s příběhem obou bratrů; tady se oba poprvé protínají. Cathy, krásná a zdánlivě nevinná dívka, je ve skutečnosti „stvůrou v lidském těle“, člověkem bez zábran a svědomí. Nerozumí ostatním lidem a cítí se nad ně povznesená. Když byla ještě téměř dítě, zavraždila své rodiče a utekla s penězi z otcova podniku. V Bostonu se živila jako prostitutka u kuplíře pana Edwardse, který se do ní zamiloval, později však poznal její pravou tvář a pokusil se ji zabít. Po jeho útoku se polomrtvá Cathy doplazí na práh Traskovy farmy.
Zatímco Adam se o ni stará, Charles dokáže Cathy prohlédnout. Varuje před ní bratra, ale ten se přesto do Cathy zamiluje a tajně se s ní ožení. Odchází s ní od Charlese. Stěhují se Salinaského údolí, kde chce Adam začít nový život se svou ženou, zatímco Cathy jen čeká na příležitost, jak od něj odejít. Životní cesty bratrů se tady definitivně rozchází a Adam už Charlese nikdy neuvidí.
V Salinaském údolí se Adam seznámí s rodinou Samuela Hamiltona, otce devíti dětí a věčného snílka. Adam je na ranči šťastný a touží z něj vytvořit nádherné místo pro svou rodinu. Cathy ranč nenávidí, stejně jako Adama, kterého si vzala z ryze praktických důvodů. Když zjistí, že je těhotná, pokouší se neúspěšně o potrat. Manželům se narodí dvojčata – chlapci. Cathy po porodu odmítá nadále zůstat a Adama, bránícího jí v odchodu, postřelí. S jejím odchodem se Adam stává „tělem bez duše“. Na roky se uzavírá před světem, jeho dvojčata jako by pro něj neexistovala. Stará se o ně sluha Lee, čínský kuchař. Lee spolu se Samuelem chlapce pojmenovávají jako Arona a Caleba (narážka na biblické postavy Kaina a Ábela). Cathy, která vystupuje pod pseudonymem Kate, začne pracovat v Salinas ve veřejném domě u Faye. Důvěřivá Faye ji nakonec přijme za svou dceru a zahrne ji do poslední vůle. Cathy začne Faye postupně trávit strychninem a tak ji pomalu zabíjí. Po její smrti se ujímá vedení podniku.
Adam se s dětmi a Leem přestěhuje z ranče, který pro něj po odchodu Cathy ztratil význam, do Salinas. Samuel zestárne a opouští se svou ženou milované Salinaské údolí, aby navštívil své děti a jejich rodiny (první navštíví rodinu Olive Steinbeckové, matky Johna Steinbecka). Před svým odchodem prozradí nic netušícímu Adamovi, že Cathy celou dobu žije v Salinas a že je majitelkou veřejného domu. Samuel krátce po odjezdu z údolí umírá. Po jeho pohřbu v Salinas Adam navštíví Cathy a zjišťuje, že už k ní nic necítí. Poprvé po mnoha letech se cítí zase naživu.
O Adamovy syny se po celou dobu stará sluha Lee. Jak rostou, stále více připomínají Adama a Charlese – Aron je naivní a nevinný, oblíbený u dospělých, Caleb je chytrý a lstivý, ale svého otce miluje víc, než Aron. Ten prožívá na střední škole lásku k Abře Baconové, zatímco Caleb je samotář. Caleb, povahově podobný Charlesovi, hledá sám sebe a na bratrův vztah s Abrou žárlí. Touží po otcově lásce, které se mu nedostává, na rozdíl od bratra Arona, na kterého je otec pyšný. Caleb se rád toulá nočními ulicemi města a při jedné potulce se setkává se svou matkou, o které Adam svým synům tvrdil, že je mrtvá.
Postava rodinného sluhy Leeho je velmi dobře propracovaná. Lee sice předstírá, že je jen obyčejný čínský sluha bohaté rodiny, ale ve skutečnosti je to velmi vzdělaný muž. Pro Adama Traska se stává přítelem a adoptovaným členem rodiny. Lee, Adam a Samuel Hamilton spolu vedou dlouhé filozofické rozpravy a jedna z nich je zvlášť důležitá: diskuze o příběhu Kaina a Ábela, o které Lee tvrdí, že byla do anglických verzí Bible přeložená nepřesně. Lee vypráví, jak jeho příbuzní v San Franciscu – skupina starých čínských učenců – věnovali dva roky studiu hebrejštiny, aby mohli přijít na to, jaká je ve skutečnosti hlavní myšlenka příběhu o Kainu a Ábelovi. Zjistí, že hebrejské slovo „timšel“ z příběhu znamená „můžeš“ a toto slovo se stává důležitým symbolem knihy. Znamená, že lidstvo není odsouzeno ani k věčné honbě za absolutní mravní čistotou, ani k věčnému hříchu, ale že každý člověk, jakkoli zatížený „hříchy“ svých předků (narážka na prvotní hřích) má možnost si vybrat.
Propuká první světová válka. Aron má po výborných výsledcích na střední škole nastoupit na vysokou školu a uvažuje, že se stane knězem. Adam ale nechtěně raní Caleba, když ukáže, že má raději Arona, a Caleb v návalu pomstychtivosti naivnímu Aronovi prozradí pravdu o matce. Citově zlomený Aron dobrovolně narukuje na vojnu a Adam po této zprávě dostane slabý záchvat mrtvice. Abra začne pochybovat o vztahu s Aronem a sblíží se s Calebem. Cathy spáchá sebevraždu požitím prášků. Aron v válce padne a Adam dostane druhý záchvat mrtvice, po kterém je upoután na lůžko a téměř nekomunikuje se světem. Caleba pronásledují výčitky svědomí. Chce utéct a přesvědčuje Abru, aby šla s ním, ale ta ho místo toho přiměje vrátit se domů k otci. V závěru románu žádá Lee Adama, aby Calebovi požehnal, odpustil mu a osvobodil ho od ničivých výčitek. Umírající Adam vyřkne slovo "timšel" a odpustí svému synovi.

## Hlavní témata
Kniha se zabývá tématy hříšnosti, dobročinnosti, lásky, touhy po uznání, velikosti lidského ducha, lidské schopnosti sebedestrukce a především viny a svobody. Tato témata jsou navzájem propojena biblickými paralelami a odkazy na biblickou knihu Genesis (především na čtvrtou kapitolou knihy Genesis – příběh Kaina a Ábela).
Steinbeckova inspirace pro tuto knihu vychází ze čtvrté kapitoly Genesis, verše 1 – 16, které vyprávějí příběh Kaina a Ábela. Název knihy Steinbeck zvolil podle verše 16: „Kain odešel od tváře Hospodinovy a usadil se v zemi Nódu, východně od Edenu“ (Český ekumenický překlad).
Steinbeckova aluze na Kaina a Ábela je ještě umocněna jmény členů Traskovy rodiny: první písmena křestních jmen bratrů (Charles a Adam, Caleb a Aron) se v obou generacích shodují s prvními písmeny jmen Kain (v angličtině Cain) a Ábel.
Některé z biblických paralel jsou například:
| Kniha Genesis, Kain a Ábel                                                                        | Na východ od ráje, Charles a Adam                                                                                               | Na východ od ráje, Caleb a Aron |
| ------------------------------------------------------------------------------------------------- | --- | --- |
| Kain „se stal zemědělcem“, Ábel je „pastýřem ovcí“ (Gen. 4:2, ČEP).                               | Charles je farmář, který pilně pracuje i poté, co zdědí značné bohatství po svém otci, Cyrusovi.                                | Caleb investuje své peníze do úrody fazolí. Aron se chce stát knězem (kněží jsou často přirovnávani k pastýřům).                                                       |
| Bůh odmítne Kainovu oběť plodin a přijme Ábelovu oběť jehněte. (Gen. 4:3, ČEP).                   | Cyrus dává přednost narozeninovému dárku od Adama (nalezené štěně) před darem druhého syna Charlese (těžce vydělaný drahý nůž). | Adam odmítne peníze, které mu chce Caleb věnovat, a řekne mu, že by mu větší radost udělalo, kdyby vedl dobrý život jako Aron.                                         |
| Poté, co je odmítnut Bohem, Kain zabije Ábela. (Gen. 4:8, ČEP).                                   | Poté, co je odmítnut otcem, Charles napadne Adama a téměř ho zabije.                                                            | Poté, co Adam odmítne Calebovy peníze, prozradí Caleb bratru Aronovi, že jejich matka vede veřejný dům. Rozrušený Aron se nechá naverbovat do války a je zabit v boji. |
| Bůh Kaina proklel a poznamenal ho znamením, aby ho nikdo, kdo ho najde, nezabil (Gen. 4:15, ČEP). | Charles má tmavou jizvu na čele po zranění způsobeném kamenem, který se snažil odstranit ze svého pole.                         | Caleb má podle popisu tmavší a hrozivější vzhled než Aron. |
| Kain je jediný z obou bratrů, který má potomky.                                                   | Charles je také jediný z bratrů s potomstvem, vzhledem k tvrzení Cathy, že dvojčata Aron a Caleb jsou údajně jeho a ne Adamova. | Aron umírá ve válce a pouze Caleb tak může zachovat rod a mít děti. |

V knize jsou i kontrasty s biblickým příběhem. V knize Genesis se například Kain stává psancem. V knize Na východ od ráje je to Adam, kdo stráví několik let jako tulák a nakonec se stává psancem po útěku z vězení.

## Adaptace
V roce 1955 natočil režisér Elia Kazan film Na východ od ráje.
V roce 2017 vyšla v Česku audiokniha s hlasem Pavla Rímského v edici Mistři slova. Vydala Audiotéka.